# Берлинска филхармония (сграда)
Берлинската филхармония на немски: Berliner Philharmonie (за кратко наричана „Филхармонията“), намираща се улица „Херберт фон Караян“ 1 в квартал Тиргартен в Берлин е сградата на Берлинските филхармонисти. Сградата е построена по проект на архитект Ханс Шарун от 1960 до 1963 г. и открита на 15 октомври 1963 г. Представлява една от най-важните концертни зали на Берлин. Берлинската филхармония е първото съоръжение по проекта за създаване на „Културфорум Берлин“. През 1984-1987 г. е построена „Залата за камерна музика“. Наблизо се намират Новата национална галерия, построена по проект на Лудвиг Мис ван дер Рое, Потсдамският площад и второто здание на Държавната бибилиотека, което  също е построено по проект на Шарун. 

## Архитектура
Конструкцията на Филхармонията наподобява по форма шапито на цирк и поради ангажираността на Караян с нея е наречена от берлинчани „Циркът на Караян“  на немски: Karajan-Zirkus. Залата на Филхармонията е с петоъгълна форма с дължина 60 м., широчина 55 м. и височина от подиума 21 м. Това е най-голямата концертна зала в Берлин с 2440 места. Сцената е в центъра на залата и оркестърът е заобиколен от всички страни с публика, разположена на тераси с различни нива.

### „Златна“ облицовка
Шарун планира сградата да бъде облицована, но поради проблеми с разходите, бетонната фасада първоначално е само боядисана с охра. След като от атмосферното влияние след няколко години се получават повреди по фасадата, се обмисля отново изпълнение на облицовка. Едва през 1979-1981 г., след завършването на Градската библиотека се решава поставянето на елоксирани алуминиеви плочи с оцветена златисто повърхност. При това за разлика от изпълнението при библиотеката, отделните плочи са покрити с полиестерна полупрозрачна обвивка.

### Орган
Филхармонията разполага с орган от две части:

### Акустика
Пълвоначално проектът на залата не се изпълнява съъгласно проекта и това води и до проблеми с оценката на акустиката.  